# Džiro Mijake
Džiro Mijake (japonsko 三宅 二郎), japonski nogometaš, * 1900, † 30. november 1984.
Za japonsko reprezentanco je odigral dve uradni tekmi.